# Sergent d'espatlles vermelles
El sergent d'espatlles vermelles (Agelaius assimilis) és una espècie d'ocell de la família dels ictèrids (Icteridae) que habita marjals i terres de conreu de Cuba i l'illa de la Juventud.
Tot i que aquesta espècie té una distribució reduïda, no es creu que s'acosti als llindars de vulnerable sota els criteris de la IUCN. La tendència poblacional sembla estable. A la Llista Vermella de la IUCN és classificat com risc mínim.